# Reneilwe Letsholonyane
Reneilwe Letsholonyane (Soweto, 9 juni 1982) is een Zuid-Afrikaans voormalig voetballer die doorgaans speelde als middenvelder. Tussen 2004 en 2021 was hij actief voor PJ Stars, Jomo Cosmos, Kaizer Chiefs, Supersport United, Highlands Park en TS Galaxy. Letsholonyane maakte in 2008 zijn debuut in het Zuid-Afrikaans voetbalelftal, waarin hij uiteindelijk zesenvijftig interlands speelde.

## Clubcarrière
Letsholonyane werd geboren in Soweto en speelde in de jeugd van Jomo Cosmos, Hellenic FC en Dangerous Darkies. In 2004 brak de middenvelder door bij PJ Stars, waar hij gedurende twee jaar bijna vijftig wedstrijden zou spelen. In de twee jaar die hij erna bij Jomo Cosmos actief zou zijn kwam hij zelfs tot zeventig duels. In de zomer van 2008 verkaste hij naar topclub Kaizer Chiefs, waar hij direct een vaste waarde werd en ook een plek in de nationale selectie veroverde. Na acht seizoenen verliet Letsholonyane Kaizer Chiefs om voor Supersport United te gaan voetballen. In september 2019 verkaste de middenvelder naar Highlands Park. In september 2020 werd de licentie van Highlands Park overgenomen door TS Galaxy. Letsholonyane was een van de spelers die overstapte naar de nieuwe club. Aan het einde van het seizoen 2020/21 besloot de oud-international een punt te zetten achter zijn actieve loopbaan.

## Interlandcarrière
Letsholonyane debuteerde in het Zuid-Afrikaans voetbalelftal op 30 september 2008. Op die dag werd een vriendschappelijke wedstrijd tegen Malawi met 3–0 gewonnen. De middenvelder moest van bondscoach Joel Santana op de bank beginnen en hij mocht zes minuten voor tijd invallen voor Teko Modise. Hij werd tevens opgenomen in de selectie voor het WK 2010, waar hij met het gastland in de groepsfase uitgeschakeld zou worden.